# Lisa Williams
Pour les articles homonymes, voir Williams.
Lisa Williams (née le 19 juin 1973 à Birmingham, en Angleterre) se décrit comme médium et clairvoyante. Elle anime une émission de télévision nommé Lisa Williams: Life Among the Dead (Lisa Williams dialogue avec les morts dans la version française sur la chaine Téva). L'émission suit Lisa Williams tout au long d'une journée au cours de laquelle elle va rencontrer plusieurs personnes souhaitant entrer en contact avec une personne de l'au-delà. Elle se rend également parfois dans des maisons hantées pour servir de médiateur et calmer les esprits.
L'association Les sceptiques du Québec a mis en doute le « dialogue avec les morts » que pratique Lisa Williams et s'est engagée à lui verser un million de dollars si elle accepte de passer un test supervisé et qu'il se révèle concluant.
L'émission en est actuellement à sa deuxième saison.
- Diffusion :
  - Royaume-Uni sur trois chaînes différentes,
  - France sur Téva,
  - Québec sur Canal Vie.

## Anecdotes
Lisa Williams est l'arrière-petite-fille de Frances Glazebrook, connue également pour être une célèbre médium britannique.
Elle a déclaré être entrée en contact avec des personnalités comme Bob Hope, la princesse Diana, Natalie Wood, Marilyn Monroe et Ray Charles après leur mort.